# Briga (Sänger)

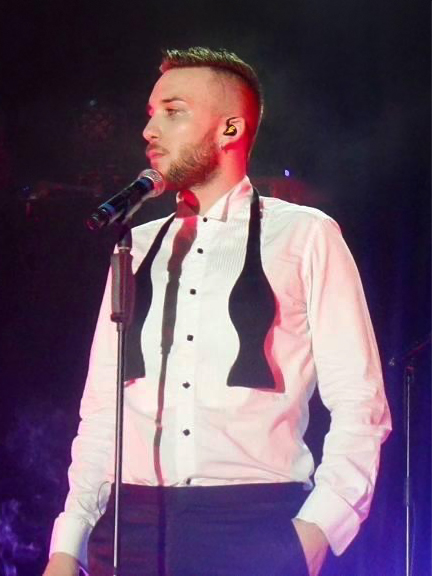
Briga bei einem Auftritt 2015

Briga (* 10. Januar 1989 in Rom als Mattia Bellegrandi) ist ein italienischer Sänger und Rapper.

## Werdegang
Briga wurde 2011 vom unabhängigen Label Honiro unter Vertrag genommen, wo er in der Folge die zwei Gratis-Mixtapes Malinconia della partenza und Alcune sere veröffentlichte. Mehrere Singles, darunter Sei di mattina, verhalfen ihm zu einer gewissen Popularität im Internet. 2015 nahm er an der 14. Ausgabe der Castingshow Amici di Maria De Filippi teil, wo er nach der Band The Kolors auf dem zweiten Platz landete. Für besondere Aufmerksamkeit sorgten seine Zusammenstöße mit Jurorin Loredana Bertè. Im Anschluss erschien im Vertrieb von Universal sein ursprünglich für 2014 vorgesehenes Album Never Again, auf dem auch eine Zusammenarbeit mit Tiziano Ferro enthalten ist.
Im April 2016 erschien mit Non odiare me ein autobiographisches Buch in Zusammenarbeit mit Andrea Passeri. Eingeleitet durch die zwei Singles Baciami (Hasta luego) und Mentre nasce l’aurora veröffentlichte Briga im Oktober 2016 das nächste Album Talento, diesmal im Vertrieb von Sony. 2017 folgte mit dem Roman Novocaina: una storia d’amore e di autocombustione die zweite Buchveröffentlichung des Musikers.

## Diskografie

### Alben
| Jahr | Titel                            | Höchstplatzierung, Gesamtwochen, AuszeichnungChartsChartplatzierungen (Jahr, Titel, Platzierungen, Wochen, Auszeichnungen, Anmerkungen) | Anmerkungen                         |
| Jahr | Titel                            | IT | Anmerkungen                         |
| ---- | -------------------------------- | --- | ----------------------------------- |
| 2015 | Never Again                      | IT2 Platin · (29 Wo.)IT | Honiro/Universal Verkäufe: + 50.000 |
| 2016 | Talento                          | IT4 (9 Wo.)IT | Honiro/Sony                         |
| 2018 | Che cosa ci siamo fatti          | IT10 (3 Wo.)IT |                                     |
| 2019 | Il rumore dei sogni – Collection | IT20 (2 Wo.)IT |                                     |

### Singles
| Jahr | Titel Album                              | Höchstplatzierung, Gesamtwochen, AuszeichnungChartsChartplatzierungen (Jahr, Titel, Album, Platzierungen, Wochen, Auszeichnungen, Anmerkungen) | Anmerkungen                                           |
| Jahr | Titel Album                              | IT | Anmerkungen                                           |
| ---- | ---------------------------------------- | --- | ----------------------------------------------------- |
| 2014 | L’amore è qua Never Again                | IT55 Gold · (7 Wo.)IT | Verkäufe: + 25.000                                    |
| 2015 | Esistendo Never Again                    | IT18 (6 Wo.)IT |                                                       |
| 2015 | Sei di mattina Never Again               | IT52 Platin · (7 Wo.)IT | Verkäufe: + 50.000                                    |
| 2015 | Giunto alla linea / Indietro Never Again | IT95 (1 Wo.)IT | mit Tiziano Ferro                                     |
| 2016 | Baciami Talento                          | IT24 Platin · (15 Wo.)IT | Verkäufe: + 50.000                                    |
| 2016 | Mentre nasce l’aurora Talento            | IT56 Platin · (4 Wo.)IT | Verkäufe: + 50.000                                    |
| 2017 | Nel male e nel bere Talento              | IT55 Gold · (1 Wo.)IT | Verkäufe: + 25.000                                    |
| 2018 | Che cosa ci siamo fatti                  | IT44 (1 Wo.)IT |                                                       |
| 2019 | Un po’ come la vita                      | IT61 (1 Wo.)IT | Patty Pravo & Briga Beitrag zum Sanremo-Festival 2019 |

## Bibliografie
- Mattia Briga, Andrea Passeri: Non odiare me. Rai Eri, Rom 2016, ISBN 978-88-397-1682-8.
- Mattia Briga, Andrea Passeri: Novocaina: una storia d’amore e di autocombustione. Rai Eri, Rom 2017, ISBN 978-88-397-1709-2.

## Belege
1. ↑  Alben von Briga. In: Italiancharts.com. Hung Medien, abgerufen am 28. Juni 2017.
2. 1 2 3 4 5 6  Auszeichnungsarchiv, Briga. FIMI, abgerufen am 4. Dezember 2017.
3. ↑  Archivio classifiche Top Singoli. FIMI, abgerufen am 28. Juni 2017 (italienisch).

| Personendaten    | Personendaten                     |
| ---------------- | --------------------------------- |
| NAME             | Briga                             |
| ALTERNATIVNAMEN  | Bellegrandi, Mattia (Geburtsname) |
| KURZBESCHREIBUNG | italienischer Sänger und Rapper   |
| GEBURTSDATUM     | 10. Januar 1989                   |
| GEBURTSORT       | Rom                               |